# Brame (rivière)
Pour les articles homonymes, voir Brame.
La Brame est une rivière française de la région Nouvelle-Aquitaine qui coule dans les départements de la Creuse et de la Haute-Vienne. C'est un affluent droit de la Gartempe, donc un sous-affluent de la Loire par la Vienne et par la Creuse.

## Géographie
La Brame prend sa source à la limite du département de la Creuse, à peu de distance à l'ouest de La Souterraine, dans le bois de Margot, à 420 m d'altitude.
La Brame coule globalement en direction de l'ouest et son bassin est situé au nord de celui de la Semme. Après un trajet de 60,5 kilomètres. Elle passe sous l'autoroute A20 l'Occitane, sur la commune d'Arnac la Poste. 
La Brame conflue en rive droite de la Gartempe près de Thiat, au croisement des trois communes de Bussière-Poitevine, Thiat, Darnac, après avoir formé une cascade appelée le Saut de la Brame, à 124 m d'altitude.

### Communes et cantons traversés
Dans les deux départements de la Creuse et de la Haute-Vienne, la Brame traverse les quatorze communes suivantes, dont les deux premières en Creuse et douze en Haute-Vienne, de l'amont vers l'aval, de La Souterraine (source), Saint-Maurice-la-Souterraine, Arnac-la-Poste, Saint-Hilaire-la-Treille, Saint-Sornin-Leulac, Dompierre-les-Églises, Magnac-Laval, Le Dorat, Oradour-Saint-Genest, Thiat, Darnac, Bussière-Poitevine (confluence).
Soit en termes de cantons, la Brame prend source dans le canton de La Souterraine, traverse les canton de Châteauponsac et canton du Dorat, conflue dans le canton de Bellac, le tout dans les deux arrondissement de Guéret et arrondissement de Bellac.

### Bassin versant
La Brame traverse trois zones hydrographes L530, L531 et L532 pour une superficie totale de 273 km2. Ce bassin versant est constitué à 93,28 % de « territoires agricoles », à 5,30 % de « forêts et milieux semi-naturels », à 1,48 % de « territoires artificialisés ».

### Organisme gestionnaire
L'organisme gestionnaire est depuis le 1er janvier 2013, le SMAGA ou Syndicat mixte d'aménagement de la Gartempe et de ses affluents.

## Affluents
La Brame a dix-sept tronçons affluents référencés dont :
- quatre bras, pour une longueur totale de 3,6 km[7]
- le ruisseau des Planchettes (rg), 4,5 km sur les deux communes de Saint-Sornin-Leulac (confluence), Saint-Amand-Magnazeix (source).
- le ruisseau des Écrevisses (rg), 4,7 km sur la seule commune de Saint-Sornin-Leulac, avec l'Étang de Chantegrelle.
- le ruisseau des Pouyades (rg), 4,8 km sur les deux communes de Magnac-Laval et Dompierre-les-Églises avec un affluent de 1,9 km.
- le ruisseau de la Valette (rg), 3,8 km sur la seule commune de Magnac-Laval.
- le Brunet (rd), 9,8 km sur les trois communes de Saint-Léger-Magnazeix, Dinsac, et Magnac-Laval, avec trois affluents et de rang de Strahler deux[8] :
  - la Vareille (rg), 7,8 km sur les deux communes de Magnac-Laval et Dompierre-les-Églises et traversant l'Étang de la Lande.
  - la Pierre Fournier (rd), 3,9 km sur la seule commune de Dinsac.
  -  ? (rd), 3 km sur les deux communes de La Bazeuge et Dinsac.
- le ruisseau de la Brunetière (rd), 2,5 km sur la seule commune de La Bazeuge.
- le ruisseau de Lage (rg), 6,6 km sur les trois communes d'Oradour-Saint-Genest, Le Dorat et Saint-Ouen-sur-Gartempe.
- le ruisseau de Chinquioux (rg), 2,9 km sur les deux communes d'Oradour-Saint-Genest et Le Dorat.
- le Belleterie (rd), 8,1 km sur les trois communes d'Oradour-Saint-Genest, La Bazeuge, et Azat-le-Ris, avec deux affluents et de rang de Strahler deux[9].
- le ruisseau de la Loudinière (rd), 3,9 km sur la seule commune d'Oradour-Saint-Genest avec un affluent de 2,2 km de mêmes caractéristiques.
- le ruisseau de la Glayole (rd), 2,6 km sur les deux communes de Thiat et d'Oradour-Saint-Genest.
- le Nadaud, ou ruisseau du Lac en partie haute (rg), 9,5 km sur les trois communes de Saint-Sornin-la-Marche, Oradour-Saint-Genest et Darnac, avec deux affluents et de rang de Strahler deux[10] :
  - le ruisseau de Purcy (rg), 1,2 km sur les deux communes d'Oradour-Saint-Genest et Darnac.
  - le ruisseau des Chenauds (rg), 1,9 km sur la seule commune d'Oradour-Saint-Genest.
- le ruisseau de Longé (rg), 4,9 km sur la seule commune de Darnac avec un affluent.

Son rang de Strahler est donc de trois.

## Hydrologie
La Brame est une rivière fort irrégulière, comme presque tous les cours d'eau issus du nord du Limousin. 

### La Brame à Oradour-Saint-Genest
Son débit a été observé depuis 1971 soit 45 ans (1971-2015), à Oradour-Saint-Genest, à 161 m d'altitude, localité du département de la Haute-Vienne située au niveau de son confluent avec la Gartempe, 30 kilomètres en amont de  . Le bassin versant de la rivière est de 235 km2 soit 86 % du bassin total de 273 km2.
Le module de la rivière à Oradour-Saint-Genest est de 2,25 m3/s. 
La Brame présente des fluctuations saisonnières de débit très marquées, comme bien souvent dans la région. Les hautes eaux se déroulent de la fin de l'automne au début du printemps et se caractérisent par des débits mensuels moyens allant de 3,72 et 4,81 m3/s, de décembre à mars inclus (avec un sommet en janvier-février). Dès le mois d'avril, le débit moyen baisse rapidement jusqu'à la période des basses eaux d'été, qui ont lieu de juillet à septembre, accompagnée d'une baisse du débit moyen mensuel allant jusqu'à 0,299 m3/s au mois d'août. Mais les fluctuations sont plus prononcées selon les années et sur de plus courtes périodes.

### Étiage ou basses eaux
Ainsi à l'étiage, le VCN3, ou débit minimal du cours d'eau enregistré pendant trois jours consécutifs sur un mois, en cas de sécheresse quinquennale, le débit de la rivière peut chuter jusqu'à 0,029 m3/s, soit 29 litres par seconde, ce qui est sévère.

### Crues
Les crues peuvent être très importantes, compte tenu de la taille assez modeste du bassin versant de la rivière. Les QIX 2 et QIX 5 valent respectivement 36 et 51 m3/s. Le QIX 10 est de 61 m3/s, le QIX 20 de 70 m3 et le QIX 50 de 83 m3/s. 
Le débit instantané maximal enregistré à la station hydrométrique d'Oradour-Saint-Genest a été de 77,4 m3/s le 30 mars 2024, tandis que la valeur journalière maximale était de 55,9 m3/s le même jour. En comparant la première de ces valeurs à l'échelle des QIX de la rivière, il ressort que cette crue était d'ordre cinquantenal, destinée à se répéter tous les 50 ans en moyenne. La hauteur maximale instantanée s'est établie, sur la période, à 388 cm ou 3,88 m, le même 30 mars 2024.

### Lame d'eau et débit spécifique
La Brame est une rivière moyennement abondante, alimentée par des précipitations assez abondantes dans la région. La lame d'eau écoulée dans son bassin versant est de 303 millimètres annuellement, ce qui est plus ou moins comparable à la moyenne française, ainsi qu'à la moyenne du bassin de la Vienne (319 millimètres par an), mais nettement supérieur à la totalité du bassin de la Loire (245 millimètres par an). Le débit spécifique (ou Qsp) de la rivière atteint 9,6 litres par seconde et par kilomètre carré de bassin.

## Aménagements et écologie
Sur le cours de la Brame, on rencontre de nombreux moulins et/ou lieux-dits : le Pont Georges, le moulin de Commergnac, le moulin de Lascoux, le moulin Treillard, le moulin Siquet, le moulin de Lavaud, le moulin des Rempiottes, le moulin de Dompierre, le moulin du Couret, le moulin des Combes, un gué à côté d'un ancien moulin à Magnac-Laval, le moulin de Chantranne, le moulin de Beaubeyrot, le moulin du Thot, le moulin de la Barre, le moulin de la Grange, le moulin du Roi, le moulin de la Rivalerie, le moulin de l'Écorce, le moulin de chez Daubusson, le moulin de la Locherie, le moulin de la Perrière, le moulin de chez Joyeux, le moulin de la Forge, le moulin de Guinay, le moulin de Bram avant la cascade du Saut de la Brame.